# Karolów (województwo świętokrzyskie)
Karolów – wieś sołecka w Polsce położona w województwie świętokrzyskim, w powiecie pińczowskim, w gminie Michałów.
W latach 1975–1998 miejscowość administracyjnie należała do województwa kieleckiego.
Według danych z 2011 roku we wsi mieszkało 55 osób.

## Części wsi
| SIMC    | Nazwa    | Rodzaj     |
| ------- | -------- | ---------- |
| 0250375 | Folwark  | osada      |
| 0250381 | Żabiniec | przysiółek |

## Historia
W wieku XIX Karolów opisano jako przysiółek wsi Zagaje (obecnie Zagajów).
Według spisu powszechnego z roku 1921 we wsi Karolów było 13 domów i 87 mieszkańców